# Sium hippomarathrum
Sium hippomarathrum är en flockblommig växtart som beskrevs av Albrecht Wilhelm Roth. Sium hippomarathrum ingår i släktet vattenmärken, och familjen flockblommiga växter. Inga underarter finns listade i Catalogue of Life.